# Inna Szkurina
Inna Szkurina (ur. 20 października 1993 w Öskemenie) – kazachska siatkarka, grająca jako przyjmująca. Obecnie występuje w drużynie Szygys-SwiniecStroj.